# Antonio Cambriglia
Antonio Cambriglia (Calvello, 18 gennaio 1920 – 30 novembre 1944) è stato un militare italiano. 
Tenente dei bersaglieri, prese parte attiva alle Quattro giornate di Napoli (27-30 settembre 1943), e successivamente fu lanciato sull'Italia settentrionale dove entrò in contatto con gli elementi locali della Resistenza. Venne decorato con Medaglia d'oro al valor militare alla memoria per il coraggio dimostrato in combattimento.

## Biografia
Nacque a Calvello (PZ) il 18 gennaio 1920, figlio di Michele e Antonietta Tolve.
Conseguito il diploma di abilitazione magistrale fu insegnante presso la scuola elementare “Giosuè Carducci” di Napoli.
Il 2 agosto 1942 fu chiamato a prestare servizio militare nel LI Battaglione Bersaglieri d'Istruzione Allievi Ufficiali di Complemento in Marostica (VI).
Nel dicembre 1942 conseguì i gradi di sergente di complemento e fu trasferito alla Scuola Allievi Ufficiali di Complemento di Fanteria dell'87º Reggimento fanteria "Friuli" in Arezzo.
Conseguì i gradi di sottotenente di complemento e fu destinato al Deposito del 1º Reggimento bersaglieri in Napoli, del Comando Difesa Territoriale di Napoli.
Combatte contro i tedeschi durante le Quattro giornate di Napoli (27-30 settembre 1943).
Dopo l'abbandono della città partenopea da parte della Wehrmacht fu promosso tenente di complemento e dal 1º novembre 1943 destinato alla 2ª Sezione Offensiva "Calderini" del S.I.M. - Servizio Informazioni Militare in Napoli ed assegnato come Ufficiale di Collegamento del 2677th Office of Strategic Services Regiment dell'O.S.S. - Office of Strategic Services delle Allied Armies in Italy.
Dopo aver frequentato un corso di paracadutismo, il 17 luglio 1944 fu aviolanciato nell'Alta Val di Vara, vicino a La Spezia, con il compito di stabilire un collegamento radio con il comando alleato., con la "Chevrolet Mission" c/o il Battaglione "Val di Vara" della Colonna "Giustizia e Libertà" della 1ª Divisione "Liguria-Monte Picchiara" del Comando della IV Zona Operativa Unitosi alla Resistenza, ufficialmente, morì in combattimento il 30 novembre 1944 in un mulino abbandonato, in Val Giuncato, sulle pendici del Monte Picchiara, nei pressi di La Spezia, dove fu trovato il suo cadavere
Venne insignito della Medaglia d'oro al valor militare alla memoria.
Nel 1961 il comune di Calvello gli ha intitolato l'edificio della scuola elementare di Piazza Falcone, mentre il municipio di Fiumicino gli ha intitolato una via.

### Annotazioni
1. ↑  Secondo l'autore Antonio Bianchi, egli scomparve il 2 novembre probabilmente vittima di una rapina, ed il suo corpo fu ritrovato subito dopo la Liberazione.

### Fonti
1. ↑  https://alternativaeriformismo.files.wordpress.com/2014/06/maggio_2014.pdf.
2. 1 2 3 4 5  De Grazia 2014, p. 3.
3. 1 2 3  Bianchi 1999, p. 374.
4. ↑  ANCFARGL, CAMBRIGLIA Antonio, in "Associazione Nazionale Combattenti FF.AA. Regolari Guerra di Liberazione", Roma, 21 Settembre 2016
5. ↑  Quirinale - scheda - visto 7 novembre 2015.

### Periodici
- Rocco De Grazia, Calvello ha reso omaggio al tenente dei Bersaglieri Antonio Cambriglia eroe della Resistenza, in Alternativa & Riformismo, n. 4, maggio 2014,  p. 3.